# برايان مور (كاتب)
برايان مور (بالإنجليزية: Brian Moore)‏‏ (25 أغسطس 1921 في بلفاست - 11 يناير 1999 في ماليبو، كاليفورنيا) روائي، وكاتب سيناريو، وكاتب، وأستاذ جامعي، وصحفي من المملكة المتحدة.

## من رواياته
- جوديث هيرن
- مهرجان لوبركال
- حظ جينجر كوفي
- إجابة من النسيان
- إمبراطور الآيس كريم
- أنا ماري دان
- فيرغوس
- مخطوطة الثورة
- كاثوليك
- المجموعة الفيكتورية العظيمة
- زوجة الطبيب
- إرث مانغان
- فتنة إيلين هيوز
- السماء الباردة
- الثوب الأسود
- لون الدم
- أكاذيب الصمت
- لا حياة أخرى
- البيان
- زوجة الساحر

## روابط خارجية
- برايان مور على موقع IMDb (الإنجليزية)
- برايان مور على موقع الموسوعة البريطانية (الإنجليزية)
- برايان مور على موقع مونزينجر (الألمانية)
- برايان مور على موقع ألو سيني (الفرنسية)
- برايان مور على موقع ميوزك برينز (الإنجليزية)
- برايان مور على موقع أول موفي (الإنجليزية)
- برايان مور على موقع قاعدة بيانات الأفلام السويدية (السويدية)
- برايان مور على موقع إن إن دي بي (الإنجليزية)
- برايان مور على موقع قاعدة بيانات الفيلم (الإنجليزية)
- برايان مور على موقع كينوبويسك (الروسية)